# دولنی چیفلیک
دولنی چیفلیک (به بلغاری: Долни чифлик) شهری در استان وارنا کشور بلغارستان است که جمعیت آن در سال ۲۰۰۱ میلادی ۶٬۸۶۳ نفر بوده‌است.